# ウノ・カマキリ
ウノ・カマキリ（1946年1月1日 - ）は、日本の漫画家。本名、宇野文雄。主に『東京新聞』などに一コマ漫画と、書籍のイラストなどを描く。日本漫画家協会協会員、協会理事も歴任した。

## 来歴

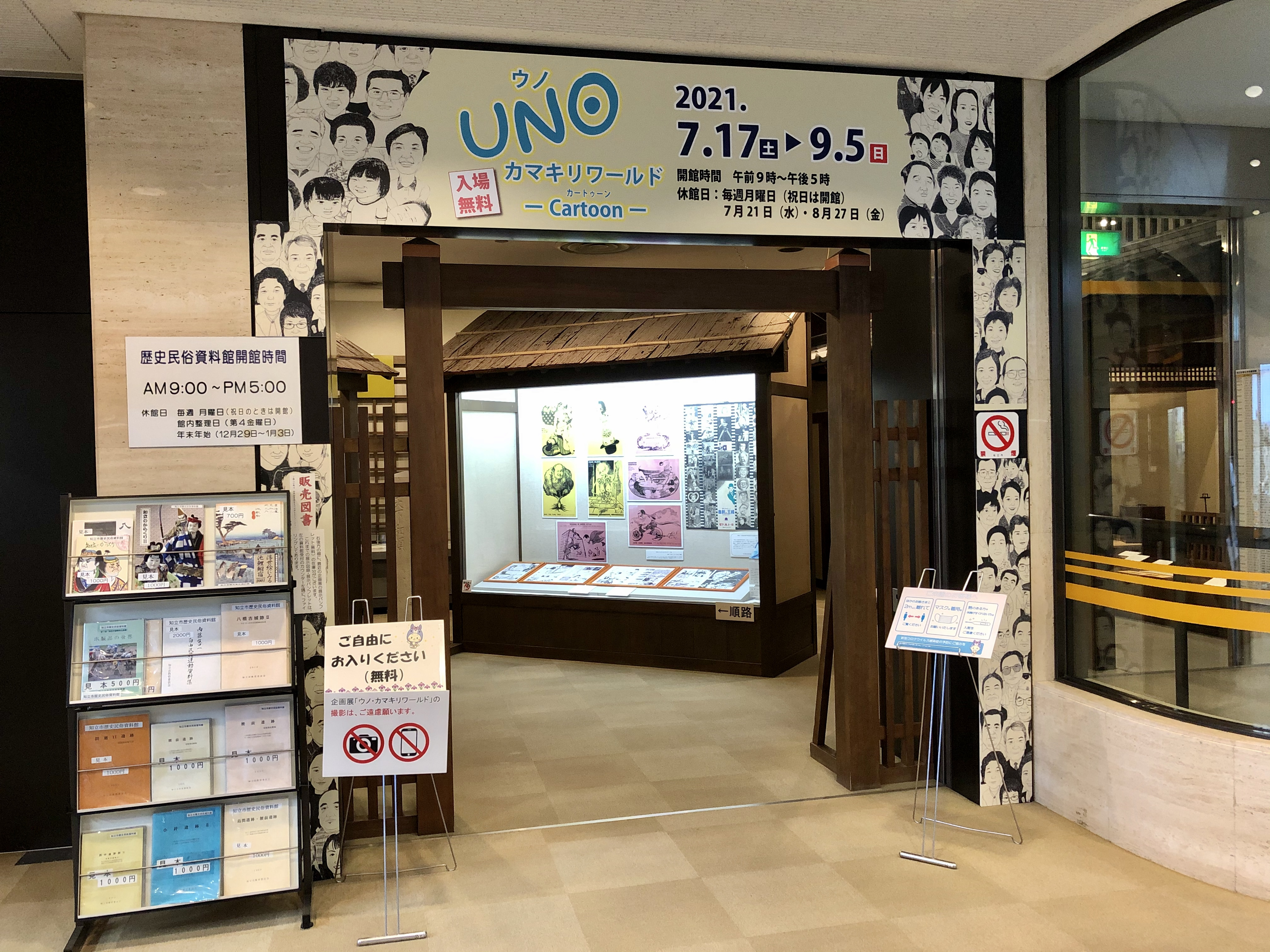
2021年夏、出身地の愛知県知立市で作品展が開かれた。

愛知県碧海郡知立町（現・知立市）に生まれる。父親は小学校の教員。知立町立知立小学校3年生のときに岡崎市に引っ越す。中学のとき「カマキリ」とあだ名をつけられる。
愛知県立岡崎北高等学校在学中、名古屋市で開かれたオノレ・ドーミエの展覧会を見て「これだ」と思い、プロを目指す。阿佐ヶ谷美術専門学校を卒業。アニメーション制作会社のTCJ映画部（現・エイケン）にアニメーターとして勤務。久里洋二のアニメーションに憧れ退社。イラスト作成に没頭し、描きためた作品を持って久里を訪ねる。そこで『平凡パンチ』への持ち込みを示唆され実行。同誌1968年12月2日号にグラビアが8ページ掲載され、同時にペンネームを「ウノ・カマキリ」とした。
『週刊少年マガジン』1970年2月22日号掲載の『あしたのジョー』において登場人物の力石徹が死ぬと、社会に与える影響は想像以上に大きく、版元の講談社は力石の葬儀を3月24日に開くことなった。ウノは平凡出版の依頼を受けて葬儀を取材。パロディ漫画「きのうのジョー 力石は生きていた」は『平凡パンチ』4月13日号に掲載された。
1971年、青春出版社の小澤和一から青春新書プレイブックス・シリーズの表紙のイラストの依頼を受ける。同年刊行の後藤基巳著『陽明学入門―迷いを許さぬ行動の哲学』から始まり、約600冊分のカバーの表紙を手がけた。
2021年7月17日から9月5日までの期間、出身地の知立市歴史民俗資料館で作品展「ウノ・カマキリワールド-Cartoon（カートゥーン）-」が開催された。

## 地元三河での活動
1994年（平成6年）4月、ウノの出身地である愛知県知立市の名鉄三河線三河知立駅構内の掲示板に「夢人駅（むじんえき）」と題して「夢人駅漫画展」 を常設した。これは小学校の同窓会出席でウノが駅を訪れた際、子供のころの賑わいが失われ、寂れた無人駅になってしまった姿を見たウノが「利用する人の気持ちを和ませたい」と名鉄に申し出たのが常設のきっかけである。当初、名鉄側は展示物の管理の面から難色を示したものの、ウノが展示物の事故責任は一切不問でよいとしたため実現した。漫画展は駅舎解体後も残され、1998年（平成10年）からは隣駅である知立駅にも「知立（ちりゅう）は知立（ともだち） 夢人画廊（ゆめびとギャラリー）」というイラストの掲示板を出していた。
末期は掲示物もなく、その遺構のみが残されていたが、2024年に三河知立駅の駅移転関連イベントの一つとして復刻され、「ありがとう！夢人駅漫画展」と題して2024年2月3日から3月15日までの期間限定で再び展示が行われた。

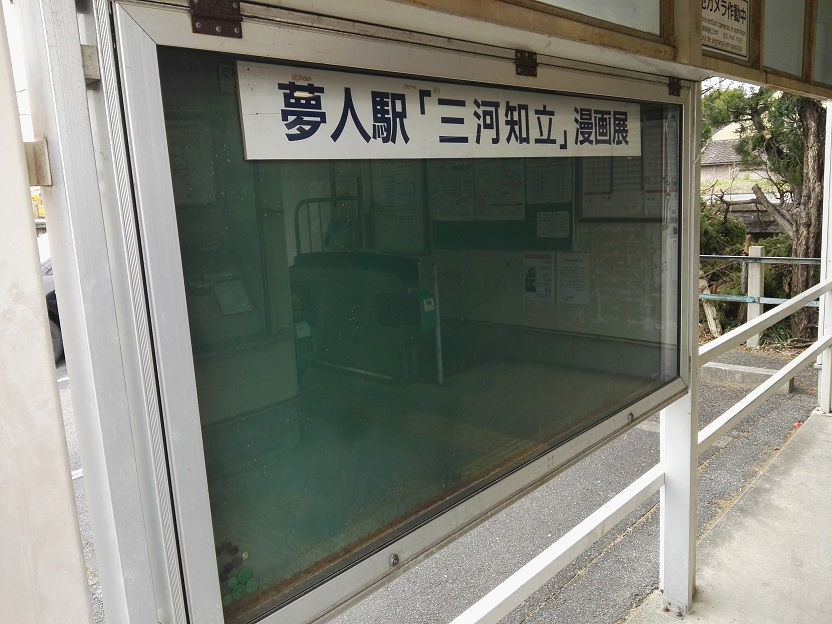
夢人駅漫画展の遺構

## 作品
- はちプラスむげんだい（1978～）
- き
- 漫腹食堂（個展）
- 「読売新聞」政治漫画（〜2009年）
- 週刊朝日「ギロン堂のイラスト」シリーズ
- 東京新聞「時事川柳のイラスト」シリーズ
- PR誌・百味「あじのヒトコマ」連載

## 代表作
- はちプラスむげんだい
- き
- 漫腹食堂（個展）
- 「読売新聞」政治漫画（〜2009年）

## 受賞歴
- 「はちプラスむげんだい」で、第8回日本漫画家協会賞 優秀賞（1979年）
- 「CARTOON COLLECTION」（共著、FECO NIPPON として）で、第20回日本漫画家協会賞 大賞（1991年）
- 「落画」他一連の作品(池袋演芸場展覧会作品)で、第40回日本漫画家協会賞　大賞(2011年)
- オランダ・カーツーン・フェスティバル 2位
- マケドニア共和国・ワールド・カーツーン・ギャラリー大賞
- 知立文化賞

### “JAPUNCH”の一員として
- 『VIVA, CHEF!』で、平成13年度（第5回）文化庁メディア芸術祭・マンガ部門 優秀賞
- 『CIN CIN』で、平成14年度（第6回）文化庁メディア芸術祭・マンガ部門 審査委員会推薦作品

## 所属団体
- 日本漫画家協会
- JAPUNCH
- 仮面の会
- 八・一トリオ
- 長誉倶楽部
- 「私の八月十五日」の会
- 日本落画家協会